# أوستالريتش
بلدية أوستالريتش (بالإسبانية: Hostalrich) هي بلدية تقع في مقاطعة جرندة التابعة لمنطقة كتالونيا شمال شرق إسبانيا.

## الديموغرافيا
بلغ عدد سكان بلدية أوستالريتش 4.030 نسمة عام 2011 (وفقاً للمعهد الوطني الإسباني للإحصاء).
| 2.919 | 2.894 | 2.905 | 3.459 | 3.773 | 3.994 | 4.030 |

## أعلام
- تومي روبريدو